# Saint-Martin (Fribourg)
Saint-Martin is een gemeente en plaats in het Zwitserse kanton Fribourg, en maakt deel uit van het district Veveyse.
Saint-Martin telt 880 inwoners.